# Carlo Mauri

Carlo Mauri auf dem Gasherbrum-IV-Gipfel am 6. August 1958

Carlo Mauri (* 25. März 1930 in Lecco, Italien; † 31. Mai 1982 ebenda) war ein italienischer Bergsteiger, Abenteurer und Dokumentarfilmer.

## Leben
Carlo Mauri wuchs in Lecco in der Lombardei auf und begann früh mit dem Klettern in den Alpen; 1953 gelang ihm zusammen mit Walter Bonatti die erste Winterbegehung der Cassin-Route an der Westlichen Zinne. Später folgten einige wichtige Erstbesteigungen (z. B. Gasherbrum IV) und zahlreiche weitere Expeditionen unter anderem mit Thor Heyerdahl, mit dem er 1969 beziehungsweise 1970 den Atlantik auf den Papyrus-Schiffen Ra und Ra II überquerte und 1977 auf einem aus Schilf gefertigten Schiff an der Tigris-Expedition vom irakischen Al Qurnah am Persischen Golf bis nach Dschibuti teilnahm.
Er starb am 31. Mai 1982 an einem Herzinfarkt, während er den Klettersteig Pizzo d'Erna bestieg.

## Alpinistische Leistungen (Auszug)
- Westliche Zinne, 1953 erste Winterbegehung der Cassin-Route mit Walter Bonatti
- Monte Sarmiento (Feuerland, Chile), Erstbesteigung 1956 zusammen mit Clemente Maffei
- Gasherbrum IV (Karakorum, Pakistan), 1958 Expedition unter Leitung von Riccardo Cassin, die Erstbesteigung vollenden Carlo Mauri und Walter Bonatti.
- Mont Blanc, 1959 Ostwand (Via della Poire) erste Solobegehung
- Mount Everest, 1971 Teilnehmer einer internationalen Expedition unter Leitung von Norman Dyhrenfurth

## Expeditionen
- Ra I Expedition von Thor Heyerdahl 1969; Versuch einer Atlantiküberquerung im Papyrusboot, das Boot sinkt etwa 1000 km vor Barbados.
- Ra II Expedition von Thor Heyerdahl 1970; Atlantiküberquerung von Marokko in die Karibik, am 12. Juli 1970 erreicht die Ra II Barbados.
- Tigris Expedition 1977 von Thor Heyerdahl